# Erzbischöfliche Ursulinenschule Köln
Die Erzbischöfliche Ursulinenschule Köln beherbergt neben einer Realschule für Jungen und Mädchen Kölns einziges Mädchengymnasium mit koedukativer Oberstufe. Das vierzügige Gymnasium wird von 864 Schülerinnen, die dreizügig geführte Realschule von ca. 550 Schülerinnen und Schülern besucht. Seit 2018 nimmt die Oberstufe des Gymnasiums auch Jungen aus der Realschule auf. Seit dem Schuljahr 2012/2013 gibt es an der Realschule auch Klassen für Jungen; Jungen und Mädchen werden dort (in sogenannter Bi-Edukation) getrennt unterrichtet. Alle Kursangebote im Wahlpflichtbereich sowie AG Angebote sind koedukativ.

## Schulleben

### Fremdsprachen und Austauschprojekte
Im 5. Schuljahr beginnen beide Schulen mit Englisch als erste Fremdsprache. Die Schülerinnen des Gymnasiums können in der 6. Klasse zwischen Latein oder Französisch wählen, zwei Jahre später haben die Gymnasiasten die Möglichkeit zwischen Französisch, Italienisch, Russisch oder InformatikPlus zu wählen. In der Jahrgangsstufe 10 kann am Gymnasium mit Italienisch eine vierte Fremdsprache belegt werden.
An der Realschule besteht für die Jungen und Mädchen die Möglichkeit im Rahmen des Wahlpflichtbereichs Französisch zu wählen.
Seit über 20 Jahren besteht eine Schulpartnerschaft mit dem Institut de Genech.
Seit 2023 befindet sich das Austauschprojekt mit der armenischen Heratsi School im Aufbau. 
Für das Schuljahr 2023/2024 ist das Gymnasium als Bündelungsgymnasium ausgewiesen.
Auch am Gymnasium bestehen schon lange Freundschaften und enge Kontakte zu unterschiedlichen Partnerschulen in verschiedenen Ländern. In Klasse 6 und 9 bietet die Schule einen Frankreichaustausch mit dem Lycée Privé Saint Paul in Lille an. Die Italienischkurse führt es in Jahrgangsstufe 10 im Zuge eines Austausches nach Italien zum Collegio SS Annunziata in Empoli. 2008 konnte das Gymnasium einen Englandaustausch für die Schülerinnen der Klasse 8 veranstalten. Seit 2010 hat sich ein freundschaftlicher Austausch mit dem Partnergymnasium Nr. 1538 in Moskau/Mitino für die Russischschülerinnen der Klasse 9 entwickelt.
Außerdem reisen jedes Jahr etwa 18 Schülerinnen aus der 10. Jahrgangsstufe der Realschule und des Gymnasiums nach Palästina. Sie leben in palästinensischen Gastfamilien, deren Töchter die Partnerschule, das Schmidt’s Girls College in Jerusalem besuchen.

### Schulprojekte
Am Gymnasium gibt es jedes Jahr eine Bläserklasse, in der die Schülerinnen das Spielen eines neuen Instrument erlernen. Nach zwei Jahren besteht die Möglichkeit des Wechselns in das Blasorchester. An mehreren Samstagen im Jahr öffnet die Ursulinenschule ihre Türen für Obdachlose und Arme. Die Schülerinnen unterstützen an diesen Tagen den Malteser Hilfsdienst. 2007 wurde die Schule im Rahmen des Wettbewerbs Jugend hilf! vom Verein „Children for a Better World“ ausgezeichnet. Zur Feier des 375-jährigen Schuljubiläums fand im September 2014 eine Projektwoche statt.

## Geschichte
1639 zog Mutter Augustina, die Oberin der Lütticher Ursulinen, mit zwei Begleiterinnen nach Köln, um dort eine Mädchenschule zu eröffnen. Sie wählte die Stadt wegen der Ordenspatronin Ursula von Köln aus. Ihr Ziel, das auch schon Angela Merici angestrebt hatte, war es, die Bildung von Frauen aus den unteren Volksschichten zu verbessern und ihnen Grundsätze und Kenntnisse zu vermitteln, die sie gegen die religiösen Irrtümer des Protestantismus immunisieren und zur Verbesserung ihres Lebensunterhaltes befähigen würden. In dem Chaos, das der Dreißigjährige Krieg im ländlichen Raum Westdeutschlands angerichtet hatte, war Köln als eine vor Räubern und Marodeuren einigermaßen geschützte Stadt von Flüchtlingen und Zugezogenen überlaufen. Die kleine Gruppe mietete sich zuerst eine kleine baufällige Wohnung und begann mit Erlaubnis des Kölner Erzbischofs mit den Vorbereitungen der Kloster- und Schulgründung. Mit der Unterrichtung von Mädchen wurde sofort begonnen. Der Magistrat der Stadt sprach sich jedoch gegen die Anwesenheit der Ordensfrauen aus. Er gewährte ihnen nur ein Gastrecht für drei Monate, das sie alle Vierteljahre verlängern mussten. Erst zwölf Jahre später (1651) erhielten sie eine Aufenthaltserlaubnis und wurden in das Stadtregister aufgenommen. Mutter Augustina starb am 11. April 1666; am 3. Juni 1676 zog die Schule in das in einem alten Weingarten erbaute Kloster in der Machabäerstraße. Auch die Fronleichnamkirche wurde zu dieser Zeit gebaut.
Die erste Krise begann Ende 1797 mit der Besetzung des Rheinlands durch die Franzosen. Damals musste der Orden befürchten, dass der gesamte Besitz beschlagnahmt wurde. Durch List schafften sie es, ihre kostbarsten Besitztümer wegzuschaffen. Laut einem Konsularbeschluss aus dem Jahre 1802 durfte auf der linken Rheinseite kein Kloster bestehen bleiben. Der Ursulinenorden entging diesem Beschluss, vermutlich, weil einige Töchter französischer Beamter diese Schule besuchten. So durfte er als Schulorden weiterhin bestehen. Trotzdem drohte der Orden auszusterben, da laut des Konsularbeschlusses keine neuen Mitglieder aufgenommen werden durften. Doch 1806 wagte eine Postulantin aufgenommen zu werden und wurde somit zu einem weiteren offiziellen Mitglied des Ordens. 1809 musste die Ursulinenschule um eine staatliche Anerkennung bitten. Aus den Aufzeichnungen über die Schule wird deutlich, dass die Qualität des Unterrichts erheblich abgenommen hatte. Vermutlich hatte dies auch mit der vom Staat erzwungene Überalterung und der halbierten Zahl der Lehrerinnen zu tun. Mit der Befreiung von der französischen Herrschaft fielen die Rheinlande an die preußische Regierung. Nun war das Konsistorium, eine neue Behörde, zuständig für das Schulwesen. Diese führte 1815 eine sorgfältige Ausbildung durch den Staat für Lehrer und 1825 die Schulpflicht ein. Die Lehrer der Ursulinenschule mussten Fortbildungen machen, um die staatlichen Anforderungen zu erfüllen.
Die zweite Krise hat Otto von Bismarck verursacht. Da er im Rahmen des „Kulturkampfes“ ein Gesetz durchgesetzt hatte, welches besagte, dass nur die Krankenpflege-Orden erhalten bleiben durften, musste der Ursulinenorden und alle anderen Orden innerhalb von sechs Monaten die Stadt verlassen. Aufgrund einer Einigung mit dem neuen Papst Leo XIII. schaffte Bismarck die sogenannten Maigesetze bis auf die Einführung von Schulaufsicht und Zivilehe wieder ab. Die meisten Orden in Preußen wurden wieder zugelassen. Am 9. September 1887 durfte auch der Ursulinenorden nach Köln zurückkehren.
Nach der Machtergreifung der NSDAP Anfang 1933 wollte Adolf Hitler alles auflösen, was einem Einheitsstaat im Weg stehen könnte, so auch die katholischen Einrichtungen und Verbände. Ab 1935 versuchte die NS-Propaganda, die Kirche vor dem Volk möglichst schlecht dastehen zu lassen. Die Nationalsozialisten verkürzten die Gymnasialzeit um ein Jahr, was in der Ursulinenschule finanzielle Probleme durch die Verringerung des Schulgeldes zur Folge hatte. 1940 erhielt die Schule eine Mitteilung, dass die Schule ab dem neuen Schuljahr von der Stadt übernommen würde. Bei der Operation Millennium und den weiteren Luftangriffen auf das Ruhrgebiet im Zweiten Weltkrieg wurde das Schulgebäude fast vollständig zerstört. Die Schwestern mussten sich einen neuen Wohnort suchen. Die meisten wurden in andere Ursulinenorden aufgenommen, nur drei blieben bis zum Ende des Krieges und wohnten in dieser Zeit im Marienhospital. Nach dem Einzug der Amerikaner sicherten die drei Schwestern die Überreste des Schulgebäudes, das dort später wieder aufgebaut wurde.
Im Krieg erlitten die zum Kloster gehörenden Wohn- und Schulgebäude große Brandschäden und es gab keine Möglichkeit, die Trümmer für den Wiederaufbau zu verwenden. Genauso wie die Schulgebäude wurde auch die Fronleichnamkirche stark beschädigt. Nach Kriegsende 1945 begann eine sogleich erste, notdürftige Instandsetzung. Obwohl der Wiederaufbau noch nicht abgeschlossen war, herrschte ab 1947 wieder ein überwiegend normalisierter Schulalltag. Das für die Arbeiten benötigte Geld, insgesamt rund 24.000 DM (umgerechnet auf heute ungefähr 90.000 Euro), wurde durch mehrere Basare eingenommen. Nach der Übernahme der Schule durch das Erzbistum Köln wurde ein Konzept entwickelt, um die Schule auszubauen. Dieses Konzept beinhaltet unter anderem die Konzentration der jeweiligen Fachräume in einem Bereich, den Bau einer Schüler-Lehrerbibliothek sowie die Neugestaltung des Schulhofs und der Außenanlage.
1971 wurde der Schulstandort um die Realschule erweitert.
Bis 1988 wurde die Schule vom Ursulinenorden geführt. Seitdem ist das Erzbistum Köln Träger der Schule, deren christlich-katholisch orientiertes Profil das Schulprogramm weiterhin bestimmt.

## Belege
1. ↑  Information auf der Seite Schule Suchen des Schulministeriums Nordrhein-Westfalen. Zuletzt abgerufen am 8. März 2023.
2. ↑  Information auf der Seite Schule Suchen des Schulministeriums Nordrhein-Westfalen. Zuletzt abgerufen am 8. März 2023.
3. ↑  Übersichtsliste Bündelungsgymnasien. (PDF) Ministerium für Schule und Bildung des Landes Nordrhein-Westfalen, 1. August 2022, abgerufen am 4. September 2022.
4. ↑  Festschrift der Ursulinenschule, Köln 2014, S. 66 f.
5. ↑  Festschrift der Ursulinenschule, Köln 2014, S. 261.
6. ↑  Festschrift der Ursulinenschule, Köln 2014, S. 72–74.
7. ↑  Festschrift der Ursulinenschule, Köln 2014, S. 79–86.
8. ↑  Festschrift der Ursulinenschule, Köln 2014, S. 94–96
9. ↑  Festschrift der Ursulinenschule, Köln 2014, S. 96
10. ↑  Festschrift der Ursulinenschule, Köln 2014, S. 101–106
11. ↑  Festschrift der Ursulinenschule, Köln 2014, S. 121 ff.
12. ↑  Festschrift der Ursulinenschule, Köln 2014, S. 124
13. ↑  Festschrift der Ursulinenschule, Köln 2014, S. 125–130
14. ↑  Festschrift der Ursulinenschule, Köln 2014, S. 168 f.
15. ↑  Festschrift der Ursulinenschule, Köln 2014, S. 169 ff.
16. ↑  Festschrift der Ursulinenschule, Köln 2014, S. 240 f.